# 斯特龙博利火山
斯特龙博利火山（意大利语：Vulcano Stromboli）是欧洲意大利西西里岛北部的利帕里群岛中，斯特龙博利岛上的一个圆锥形火山。该火山是欧洲最活跃的火山之一，海拔926米，火山口直径约580米。在近200多年中，该火山是每两三分钟就爆发一次。在2007年2月28日，该火山的爆发令到斯特龙博利岛的有关部门要求当地居民和游客远离海滩。该火山於2013年1月14日、2020年7月19日、2020年11月16日、2022年12月5日爆發過。